# Sakkos

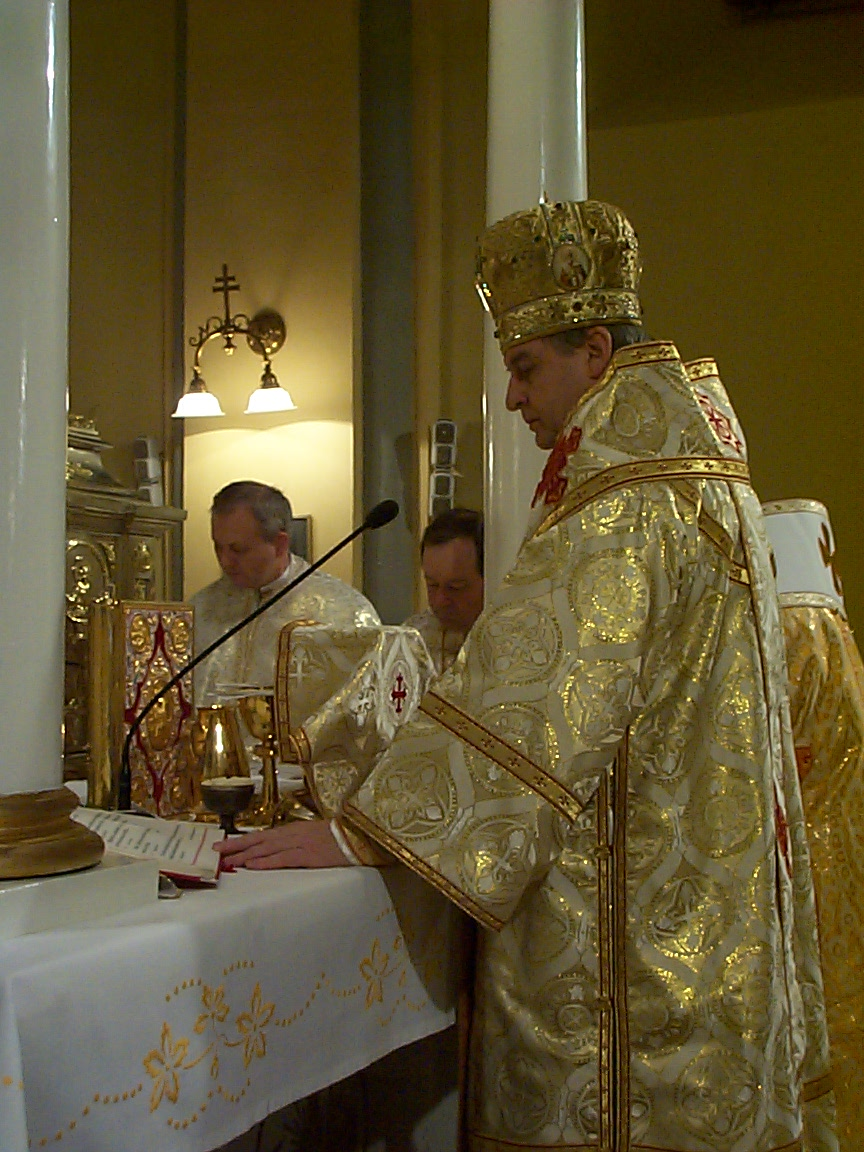
Ostkirchlicher Bischof mit Sakkos und einem Omophorion um den Hals

Der Sakkos (griechisch σάκκος) ist ein liturgisches Kleidungsstück der Bischöfe und Patriarchen Orthodoxer und Unierter Ostkirchen und wird anstelle des priesterlichen Phelonion getragen.

## Aussehen
Der Sakkos ist eine Tunika mit weiten Ärmeln und ausgeprägtem Ziermuster. Er reicht bis unter die Knie und wird seitlich mit Knöpfen oder Bändern geschlossen. In Form und Aussehen ist es der westlichen Dalmatik ähnlich, welche, wie auch der Sakkos, auf byzantinischen Gewändern basiert.
Der Sakkos wird üblicherweise aus feinem Brokatstoff gefertigt und kann durch aufwendige Stickereien verziert sein. Gewöhnlich ist auf dem Rückenteil ein besonderes Kreuz aufgestickt, welches bei der Zeremonie des Anziehens eine Rolle spielt. Weiters sind meist oben am Rückenteil Schlaufen oder Knöpfe angenäht, an denen das bischöfliche Omophorion angebracht wird. Oft werden an einem Sakkos insgesamt 33 Knöpfe angebracht, was die traditionelle Anzahl der Lebensjahre Jesu ist. Zusätzlich werden am Saum Glöckchen befestigt, welche auf die biblischen Anweisungen für die Kleidung der jüdischen Hohepriester zurückgeht (Ex 28,33–34 ; 39,25–26 ).

## Geschichte
Der Sakkos wurde ursprünglich vom byzantinischen Kaiser als imperiales Kleidungsstück getragen. Während dieser Zeit trugen die Bischöfe keinen Sakkos, sondern ein Phelonion, ähnlich dem, welches die heutigen ostkirchlichen Priester tragen, jedoch mit einem aufwendig gestickten, mehrschichtigen Kreuz, genannt Polystavrion („viele Kreuze“). Die ersten Kleriker, die den Sakkos im 16. Jahrhundert als liturgisches Bekleidungsstück übernahmen, waren die Patriarchen und einige hochrangige Erzbischöfe, und auch diese verwendeten den Sakkos nur zu Hochfesten. Die übrigen Bischöfe trugen weiterhin ein Phelonion oder Polystavrion. Nach dem Fall von Konstantinopel (1453) erhielten aber auch diese das Recht, den Sakkos zu tragen. Anders als die Pontifikalien der westlichen Riten, welche auch dazu berechtigte Prälaten unterhalb des Bischofsranges tragen dürfen, ist der Sakkos ausschließlich Bischöfen vorbehalten.

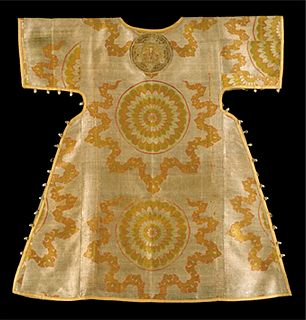
Sakkos aus dem 17. Jahrhundert. (Benaki-Museum, Athen, Griechenland).

## Verwendung und Besonderheiten
Der Bischof trägt den Sakkos als Teil des sakralen Gewandes bei der Feier der Heiligen Liturgie, bei der hohen Doxologie im Zuge einer Mette oder einer Vigil, sowie bei besonderen Anlässen, z. B. zu Ostern, beim Herausholen des Epitaphios am Karfreitag oder des Kreuzes während der Kreuzerhöhung. Bei anderen, nichtliturgischen Feiern tragen die ostkirchlichen Bischöfe den „Mantiya“, den episkopalen Mantel.
Wenn der Bischof angekleidet wird, präsentieren ihm zwei Subdiakone den Sakkos auf einer Platte, der Bischof segnet ihn mit beiden Händen und die Subdiakone heben das Gewand von der Platte, damit der Bischof das Kreuz auf dem Rückenteil küssen kann. Anschließend wird ihm der Sakkos angezogen und die Subdiakone schließen die Knöpfe auf beiden Seiten. Unter dem Sakkos trägt der Bischof üblicherweise ein Sticharion.
Bei manchen Riten kann ein Bischof auf Wunsch „als Priester“ feiern, wobei er die episkopale (bischöfliche) Bekleidung nicht trägt und auch auf die episkopalen Kerzenhalter, Dikirion und Trikirion, verzichtet. Der Bischof trägt dann lediglich ein einfaches Phelonion mit dem kleinen Omophorion über den Schultern und dem Epigonation an der Seite. Zusätzlich trägt er, wie bei allen Anlässen, sein Panagia.